# 杜拉佐的喬凡尼
杜拉佐的喬凡尼（義大利語：Giovanni di Durazzo，1294年—1336年4月5日），1315年起为格拉維納伯爵，1318—1332年间为亚该亚亲王，1332年起为杜拉佐公爵和阿尔巴尼亚王国统治者（虽未称王），是那不勒斯國王卡洛二世和匈牙利的瑪麗亞的幼子。
他是安茹的卡洛·马特洛、图卢兹的圣路易、那不勒斯的罗贝托一世、塔兰托的菲利波一世的弟弟。
1313年9月3日，他被任为卡拉布里亚将军。1315年，其兄格拉维纳伯爵皮耶特罗在蒙特卡蒂尼战役中被杀，他继承其爵位。
1316年，勃艮第的路易去世，亚该亚女亲王埃诺的玛蒂尔德因而守寡。她的宗主即喬凡尼之兄塔兰托的菲利波一世在1318年强行将她带到那不勒斯与喬凡尼结婚，这一设计意在将亚该亚公国纳入安茹的遗产。这场于1318年3月举行的婚礼没有达到目的：玛蒂尔德拒绝将她对亚该亚的权利交给她的丈夫，并最终与帕利斯的休缔结了一段秘密婚姻。这违反了她母亲伊莎贝尔曾定下的婚约，即伊莎贝尔及其所有女性继承人未经宗主允许不得结婚。基于这些理由，菲利浦剥夺了她的亚该亚，并将其赐给了喬凡尼：婚姻因未同房而被废除，玛蒂尔德被囚禁在蛋堡。
1321年，喬凡尼與佩里戈爾和富瓦的布吕尼森德伯爵埃利七世的女儿阿格尼絲·德·佩里戈爾結婚。兩人共有三個兒子：
1. 卡洛（1323年—1348年）。娶卡拉布里亚的玛丽亚。[4]
2. 路易吉（1324年—1362年）[1]
3. 羅貝托（英语：Robert of Durazzo）（1326年—1356年）[5]

1325年，拜占庭进攻中摩雷亚时，乔凡尼做出了迟钝的反应，他发起了一次军事远征，由阿克乔利资助，前往亚该亚。虽然他重新建立了在凯法利尼亚和赞特的权威，但他无法从拜占庭帝国的控制中夺回斯科塔。
玛蒂尔德于1328年被转移到阿韦尔萨，在囚禁中于3年后去世，临终仍然不指定罗贝托和乔凡尼的家族继承自己的权利。
1332年，塔兰托的菲利波去世，他的儿子塔兰托的罗贝托继位，成为亚该亚的新宗主。乔凡尼不愿宣誓效忠他的侄子，他安排把亚该亚交给对方，以换取罗贝托对阿尔巴尼亚王国的权利和一笔尼科洛·阿奇亚乌利筹集的5000盎司黄金贷款，从此采用了“杜拉佐公爵”的头衔。

## 资料
- Kelly, Samantha. . Brill. 2003.
- Percy, William A. . Kibler, William W.; Zinn, Grover A.  (编). . Garland Publishing. 1995.
- Zacour, Norman P. . Transactions of the American Philosophical Society. New Series. 1960, 50 (7). JSTOR 1005798. doi:10.2307/1005798.

| 杜拉佐的喬凡尼 安茹-西西里王朝出生于：1294年逝世於：1336年4月5日 | 杜拉佐的喬凡尼 安茹-西西里王朝出生于：1294年逝世於：1336年4月5日 | 杜拉佐的喬凡尼 安茹-西西里王朝出生于：1294年逝世於：1336年4月5日 |
| 統治者頭銜                                                       | 統治者頭銜                                                       | 統治者頭銜                                                       |
| ---------------------------------------------------------------- | ---------------------------------------------------------------- | ---------------------------------------------------------------- |
| 前任者： 皮耶特罗                                                | 格拉維納伯爵 1315年–1336年                                       | 繼任者： 卡洛                                                    |
| 前任者： 罗贝托 為阿尔巴尼亚领主                                 | 杜拉佐公爵 1332年–1336年                                         | 繼任者： 卡洛                                                    |
| 前任者： 玛蒂尔德                                                | 亚该亚亲王 1322年–1332年                                         | 繼任者： 罗贝尔                                                  |
| 前任者： 约翰二世·奥西尼                                         | 凯法利尼亚和扎金索斯行宫伯爵 1322年–1332年                       | 繼任者： 罗贝尔                                                  |